# Rambervillers
Rambervillers is een gemeente in het Franse departement Vosges in de regio Grand Est. De plaats maakt deel uit van het arrondissement Épinal en sinds 22 maart 2015 van het kanton Saint-Dié-des-Vosges-1. Daarvoor was het de hoofdplaats van het op die dag opgeheven kanton Rambervillers. De gemeente telde 5.032 inwoners op 1 januari 2022.

## Geschiedenis
In de 13e eeuw liet de bisschop van Metz, Jacques de Lorraine, een stadsmuur met 24 torens bouwen. In de 15e eeuw werd de kerk Sainte-Libaire gebouwd. In de 17e eeuw vestigde zich een kapucijnenklooster in de stad. In 1750 kwam er een manufactuur waar orgels werden gemaakt in de stad. En in 1900 richtte Alphonse Cytère de keramiekfabriek SAPCR (Société Anonyme des Produits Céramiques de Rambervillers) op. Hier werd onder invloed van de School van Nancy keramiek in art nouveau-stijl geproduceerd.

## Geografie
De oppervlakte van Rambervillers bedroeg op 1 januari 2022 20,64 vierkante kilometer; de bevolkingsdichtheid was toen 243,8 inwoners per km². De Mortagne, een zijrivier van de Meurthe, stroomt door de gemeente.
De onderstaande kaart toont de ligging van Rambervillers met de belangrijkste infrastructuur en aangrenzende gemeenten.

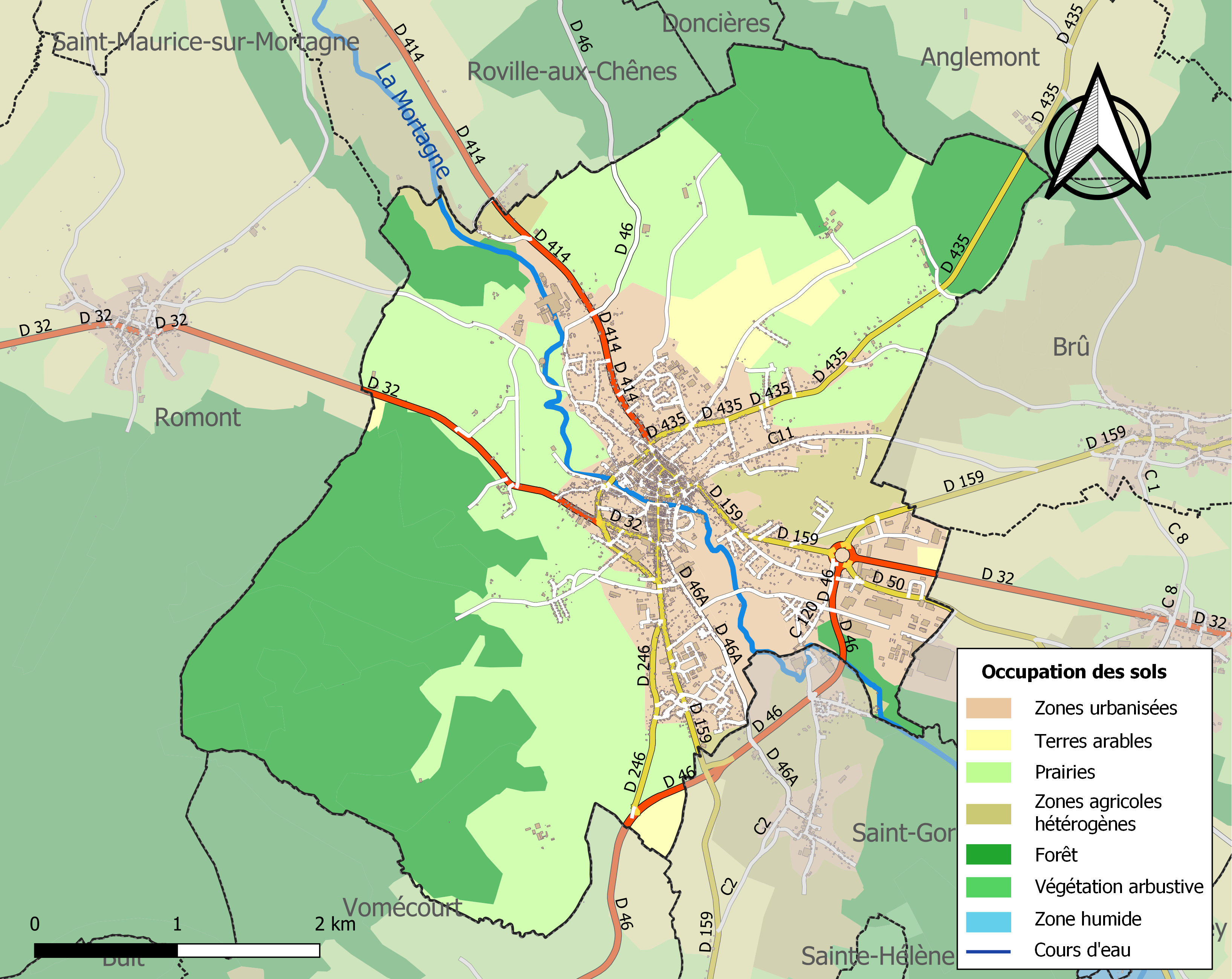

In de gemeente ligt spoorwegstation Rambervillers.

## Demografie
Onderstaande figuur toont het verloop van het inwonertal (bron: INSEE-tellingen).

## Geboren
- Nicolas-Alexis Ondernard (1756-1831), bisschop van Namen
- François Kemlin (1784-1855), Frans-Belgisch chemisch ingenieur
- Jean Joseph Vaudechamp (1790-1866), kunstschilder